# Петаліт
Петаліт (англ. petalite; нім. Petalit m) — мінерал, алюмосилікат літію каркасної будови. Синонім: касторит.

## Етимологія та історія
Від грецьк. «петальон» — пелюстка, листок (J.B.d'Andrada, 1800).
Мінерал вперше був виявлений на острові Уте поблизу (22 км на східний схід) Нюнесхамн у шведській провінції Седерманланд і описаний у 1800 році Жозе Боніфасіо де Андрада е Сільва, який назвав його на честь грецького слова πέταλον [пелюстка], що означає лист, щоб вказати на його ідеальну здатність до розщеплення.
Шведський хімік Юган Арведсон був першим, хто відкрив елемент літій у петаліті в 1817 році.

## Загальний опис
Хімічна формула: Li[AlSi4O10]. Містить (%): Li2O — 4,9; Al2O3 — 16,7; SiO2 — 78,4. Типовий для літієвих пегматитів. Домішки практично відсутні.
Сингонія моноклінна. Утворює в пегматитах великі (до 30 — 40 см, іноді до перших м) блоки або ізометричні зерна в складі дрібнозернистих кварц-мікроклін-петалітових агрегатів.
Спайність досконала по (001).
Густина 2,4-2,5.
Твердість 6,0-6,75.
Колір білий з відтінками.
Блиск скляний. Крихкий. Фосфоресціює.
Місцезнаходження типового зразка — Фрайберзька гірнича академія, зразок № 26512.

## Утворення та розповсюдження
Петаліт — типовий мінерал рідкісно-металічних гранітних пегматитів, де часто асоціює зі сподуменом і ін. літієвими мінералами. Цінна сировина для кераміки. Станом на 2012 рік відомо 90 локалізацій петаліту на планеті 
У родов. Бікіта (Зімбабве) є літієвою рудою. Інші знахідки: о. Ельба (Італія), Варутреск (Швеція), Манітоба (Канада), Казахстан, РФ. Інші країни включають Анголу, Ефіопію, Західну Австралію, Китай, Фінляндію, Францію, Італію, Японію, Канаду, Мозамбік, М’янму, Намібію, Португалію, Чехію, Сполучене Королівство (Велика Британія) та Сполучені Штати Америки (США).

## Застосування
Петаліт, поряд зі сподуменовою та лепідолітовою слюдою, є важливим джерелом літію. В іншому мінерал відомий переважно в колах колекціонерів. Безбарвні різновиди іноді ограновують як дорогоцінні камені (відомий різновид під назвою петаліт котяче око).